# مارك إيلدر
مارك إيلدر (بالفرنسية: Marc Elder)‏ هو مؤرخ الفن فرنسي، ولد في 31 أكتوبر 1884 في نانت في فرنسا، وتوفي في 16 أغسطس 1933 في Saint-Fiacre-sur-Maine ‏ في فرنسا.